# ヘスス・バジェホ
ヘスス・バジェホ・ラサロ（Jesús Vallejo Lázaro、1997年1月5日 - ）は、スペイン・アラゴン州サラゴサ出身のサッカー選手。ポジションはディフェンダー。

## 経歴

### クラブ
CDオリベルでキャリアをスタート。2008年にレアル・サラゴサの下部組織に入団し、7年間経験を積んだ。2014-15シーズンにトップチームに昇格すると、ランコ・ポポヴィッチ監督によってゲームキャプテンに据えられ大きく成長。2部で31試合に出場してブレイクを果たした。
2015年7月31日、移籍金600万ユーロの6年契約でレアル・マドリードへの移籍が発表された。2015-16シーズンは引き続きレアル・サラゴサでプレーしている。
2016年7月12日、アイントラハト・フランクフルトへのレンタル移籍が発表された。2017年6月12日、フランクフルトがレアル・マドリードとレンタル延長を行わなかったことが発表された。
2017年7月7日、2年間のレンタル移籍を経て、レアル・マドリードの本拠地サンティアゴ・ベルナベウで入団発表が行われ、背番号は退団したペペが背負っていた3番を着用することになった。しかし8月11日のプレシーズンの練習中に左足大腿部を負傷したことが発表され、全治は2週間程度と見られていたが、万全を期してシーズン序盤戦を欠場した。10月26日のコパ・デル・レイ2回戦の対CFフエンラブラダ戦で公式戦デビューを果たしたが、89分に自身のミスから相手選手へ強烈なタックルをかましたことで退場処分を受け、ほろ苦いデビュー戦となった。その後、11月5日の第11節UDラス・パルマス戦で先発フル出場し、リーグ戦でもデビューを果たした。しかしその後は、セルヒオ・ラモス、ラファエル・ヴァランの不動の存在に加え、自身の断続的な負傷にも悩まされ、復帰後の2シーズンでリーグ戦わずか12試合の出場と期待を裏切った。
2019年7月、契約期間を2025年までの4年間の延長に合意。同月27日、ウルヴァーハンプトン・ワンダラーズFCへのレンタル移籍が発表された。契約期間は1年間。しかし前半戦はリーグ戦わずか2試合の出場で、ヌーノ・エスピーリト・サント監督の構想外になったとされ、2020年1月24日、ウルヴァーハンプトンとのレンタル契約を打ち切り、シーズン終了までの契約でグラナダCFへのレンタル移籍に合意した。
2020年8月18日、グラナダCFへのレンタル移籍が1年延長することが発表された。
2021年7月、レアル・マドリードに復帰。同じセンターバックを務めるセルヒオ・ラモス、ラファエル・ヴァランの2人が退団したというチーム事情もあり、3年ぶりにレアル・マドリードで開幕戦を迎えた。
2023年7月15日、2023-24シーズンは再びグラナダCFへレンタル移籍されることが決定した。
契約最終年となった2024-2025シーズンは、ダヴィド・アラバが長期離脱中でディフェンスが手薄になっていたチーム事情もあってレアル・マドリードに残留した。しかし既にチームでは戦力外の扱いとなっており、エデル・ミリトンがシーズン絶望の重傷を負った際も監督のカルロ・アンチェロッティはリザーブからラウール・アセンシオを抜擢してバジェホの出番は訪れなかった。しかしリーグ戦のラスト3試合は消化試合となっていたこともあって起用され、第36節の対RCDマジョルカ戦ではアシストを記録して、翌37節の対セビージャFC戦では久々のスタメン出場も果たした。
シーズン終了後の2025年5月31日、レアル・マドリードは契約満了によりバジェホの退団を発表した。2025年はシーズン終了後の6月に「FIFAクラブワールドカップ2025」が開催される変則的な日程となっており、同じく契約満了となるルカ・モドリッチとルーカス・バスケスはクラブワールドカップ終了までの短期の契約延長を行ったが、ディーン・ハイセンの加入が決まっていたこともあってかバジェホは契約延長せずに退団となった。
2025年7月15日、2年契約でセグンダ・ディビシオンのアルバセテ・バロンピエに加入した。

### 代表
2015年にギリシャで行われたUEFA U-19欧州選手権では、U-19スペイン代表のキャプテンとして全5試合に出場し、スペインのここ14年で7回目となる優勝に貢献した。

## 人物・エピソード
サッカーを本格的に始めるきっかけとなったものの一つとして祖父からクリスマスプレゼントとして貰った『キャプテン翼』を挙げている。

## 個人成績
| クラブ                      | シーズン | リーグ         | リーグ戦 | リーグ戦 | カップ戦 | カップ戦 | 国際大会 | 国際大会 | その他 | その他 | 合計 | 合計 |
| クラブ                      | シーズン | リーグ         | 出場     | 得点     | 出場     | 得点     | 出場     | 得点     | 出場   | 得点   | 出場 | 得点 |
| --------------------------- | -------- | -------------- | -------- | -------- | -------- | -------- | -------- | -------- | ------ | ------ | ---- | ---- |
| レアル・サラゴサ            | 2014-15  | セグンダ       | 33       | 1        | 0        | 0        | –        | –        | 0      | 0      | 33   | 1    |
| レアル・サラゴサ            | 2015-16  | セグンダ       | 20       | 0        | 0        | 0        | –        | –        | 0      | 0      | 20   | 0    |
| レアル・サラゴサ            | 通算     | 通算           | 53       | 1        | 0        | 0        | -        | -        | 0      | 0      | 53   | 1    |
| フランクフルト              | 2016-17  | ブンデスリーガ | 25       | 1        | 2        | 0        | –        | –        | 0      | 0      | 33   | 1    |
| フランクフルト              | 通算     | 通算           | 25       | 1        | 2        | 0        | -        | -        | 0      | 0      | 33   | 1    |
| レアル・マドリード          | 2017-18  | プリメーラ     | 7        | 0        | 4        | 0        | 1        | 0        | 0      | 0      | 12   | 0    |
| レアル・マドリード          | 2018-19  | プリメーラ     | 5        | 1        | 1        | 0        | 1        | 0        | 0      | 0      | 7    | 1    |
| レアル・マドリード          | 2021-22  | プリメーラ     | 5        | 0        | 1        | 0        | 2        | 0        | 0      | 0      | 8    | 0    |
| レアル・マドリード          | 2022-23  | プリメーラ     | 1        | 0        | 1        | 0        | 1        | 0        | 1      | 0      | 4    | 0    |
| レアル・マドリード          | 通算     | 通算           | 18       | 1        | 7        | 0        | 5        | 0        | 1      | 0      | 31   | 1    |
| ウルヴァーハンプトン (loan) | 2019-20  | プレミアリーグ | 2        | 0        | 0        | 0        | 3        | 0        | 2      | 0      | 7    | 0    |
| ウルヴァーハンプトン (loan) | 通算     | 通算           | 2        | 0        | 0        | 0        | 3        | 0        | 2      | 0      | 7    | 0    |
| グラナダ (loan)             | 2019-20  | プリメーラ     | 11       | 0        | 3        | 0        | 0        | 0        | 0      | 0      | 14   | 0    |
| グラナダ (loan)             | 2020-21  | プリメーラ     | 20       | 0        | 4        | 0        | 10       | 0        | 0      | 0      | 34   | 0    |
| グラナダ (loan)             | 通算     | 通算           | 31       | 0        | 7        | 0        | 10       | 0        | 0      | 0      | 34   | 0    |
| 総通算                      | 総通算   | 総通算         | 127      | 3        | 18       | 0        | 20       | 0        | 4      | 0      | 169  | 3    |

## タイトル

### クラブ
レアル・マドリード
- UEFAスーパーカップ：3回（2017, 2022, 2024）
- プリメーラ・ディビシオン (2021-22)
- スーペルコパ・デ・エスパーニャ：2回（2017, 2022）
- UEFAチャンピオンズリーグ：3回 (2017-18, 2021-22,2023-24）

### 代表
U-19スペイン代表
- UEFA U-19欧州選手権 (2015)

U-21スペイン代表
- UEFA U-21欧州選手権（2019）

## 代表歴
- U-19スペイン代表
  - 2015年 - UEFA U-19欧州選手権 (優勝)
- U-21スペイン代表
  - 2017年 -  UEFA U-21欧州選手権 (準優勝)
  - 2019年 - UEFA U-21欧州選手権（優勝）